# Arthur Czellitzer
Arthur Czellitzer (ur. 5 kwietnia 1871 we Wrocławiu, 16 lipca 1943 w Sobiborze) – niemiecki lekarz okulista żydowskiego pochodzenia. Autor licznych prac na temat genealogii.

## Życiorys
Syn Siegfrieda Czellitzera i Malvine z domu Schlesinger. Studiował medycynę na Uniwersytecie we Wrocławiu, w Monachium i we Fryburgu. Specjalizował się w okulistyce w Heidelbergu, Strassburgu i Paryżu. Podczas I wojny światowej służył w niemieckiej armii jako lekarz wojskowy w lazarecie w Warszawie.
W 1924 roku w Berlinie założył Gesellschaft für jüdische Familienforschung, wydawał też miesięcznik „Jüdische Familienforschung” (Berlin 1924–1938) oraz „Archiv für jüdische Familienforschung”. Jako lekarz interesował się zagadnieniami dziedziczności i chorobami genetycznymi.
Po wybuchu wojny emigrował do Holandii, stamtąd został deportowany w sierpniu 1942 roku poprzez obóz przejściowy Kamp Westerbork do obozu zagłady w Sobiborze, w którym zginął w 1943 roku.
W 1905 ożenił się z Margarete Salomon. Mieli trzy córki: Evamarion (po mężu Asher), Rosemary (po mężu Stevens) i Ursulę.

## Prace
- Wie vererbt sich Schielen. Archiv für Rassen- und Gesellschafts-Biologie 14, ss. 377-394 (1921)
- Zum hundertsten Geburtstag von Gregor Mendel. Ztschr. f. Sexualwissensch. 9, ss. 97-100 (1922)
- Totalrefraktion und Hornhautrefraktion mit besonderer Berücksichtigung des physiologischen Linsen-Astigmatismus. Klin. Mbl. Augenh. 79, ss. 301-12 (1927)
- Das Berliner Eheglück in der Statistik. Med Welt (1928)
- Fehlerquellen, Irrwege und Schwierigkeiten der Erbforschung. Deut. med. Wschr. 54, ss. 1629-31 (1928)
- Mein Stammbaum, 1930
- Das Prinzip der Zeittafeln für genealogische Darstellung. Eugenik 1, ss. 218-21 (1930)
- Aus meinem Leben, 1871-1900 (1938)